# Jelena Čović
Jelena Čović (Subotica, 13. srpnja 1879. – 12. listopada 1951.), bila je poznata subotička akademska slikarica. Bila je prvom akademski obrazovanom slikaricom među Hrvatima sa sjevera Bačke. Najpoznatiji su njezini portreti.

## Životopis
Jelena Čović rodila se 1879. godine u Subotici od oca Grge Čovića, odvjetničkog pisara i majke Sibile rođ. Malagurski, u siromašnoj obitelji.
Unatoč teškoj imovinskoj situaciji u obitelji, još u mladosti odlučila se za slikarski poziv. 1900. godine otišla je u Šopron učiti slikarstvo, u privatnu školu mađarskog akademskog slikara Gusztava Brandla Kesegija, Školu za primijenjenu umjetnost. Novčanu potporu za to školovanje je dobila od netkog od rodbine.
Jelena Čović se pokazala darovitom, tako da je 6. srpnja 1901. godine već imala svoju samostalnu izložbu crteža i to u Subotici, u velikoj dvorani hotela Pešta (donedavno jednoj od prostorija Narodnog kazališta). Izložila je crteže koje je mjesec dana prije izložila na promotivnoj izložbi škole. Vidjeli su je brojni imućniji i utjecajni Subotičani, a i medijski odjek je bio vrlo povoljan, jer je dobila same pohvale. Sve je to rezultiralo da je grad Subotica, kojem je tada gradonačelnikom bio Lazar Mamužić izglasovao da joj se dade financijska potpora za daljnje školovanje. 
Jelena Čović je potom nastavila školovanje u Šopronu, a poslije u Budimpeštu i München u kojem je boravila od 1903. do 1905. godine, a u međudobi imala je još jednu samostalnu izložbu. To je razdoblje bilo vrhuncem njenog stvarateljskog, ali i životnog razdoblja. Nakon toga njezine životne prilike su se pogoršavale. Novi sastav gradske uprave odobrio joj je daleko manje stipendije u odnosu na one koliko je Mamužićeva uprava učinila. Ipak pomoću nepoznatih ljubitelja umjetnosti 1904. godine Jelena Čović dobila je prostor (vila) na Paliću gdje je mogla ostvariti svoju zamisao o ljetnjoj slikarskoj školi (gradska uprava to nije odobrila).
U svojoj školi je kako se pokazalo, bila ispred svoga doba: izvodila je učenike u prirodu gdje je držala nastavu. U svjetskoj praksi je to postala normalna stvar tek nakon pojave impresionizma.
Po konačnom povratku iz Münchena imala je zamisao otvoriti tečaj umjetnosti u Subotici, no životna praksa u Subotici bila je drukčija. Potom se zaposlila u Slobodnom liceju u kojem je radila sve dok istome vlasnik nije postala država, nakon čega je Jelena Čović ostala bez posla.
1907. godine otišla je iz Subotice u Keseg kod subotičke veleposjednice Gabrijele Vermes, koja je bila mecena mnogima, a posebice joj je drago bilo slikarstvo.
Poslije je zabilježeno da je Čović radila u galeriji u Berlinu i u pariškom Louvreu, gdje je kopirala slike velikih majstora.
1909. godine, u svojoj 30-oj godini, dokumentirano je u knjizi da je Jelena Čović bila među najviđenijim osobama u Bačkoj, što je bila velika stvar s obzirom na to da je u to vrijeme vrlo malo žena bilo u tom statusu.
Kod Jelene Čović je slikanje počela učiti poznata subotička slikarica Angelina Mačković. Uvidjevši njezin dar, Jelena Čović i njezin otac su ju uputili studirati u Njemačku. 
Početkom Prvoga svjetskoga rata vraća se u Suboticu u kojoj ostaje do kraja rata. Slab imovinski status pratio ju je sve vrijeme.
Ni nakon rata gradske vlasti nemaju razumijevanja za njezine molbe da joj se da atelje. Poslije je Jelena Čović radila u Građanskoj školi gdje je predavala likovni odgoj. 1930-ih Jelena Čović opet dolazi u pozornost i opet je subotičko slikarstvo obogatila svojim likovnim opusom.
Pred Drugi svjetski rat oduzela joj se desna ruka i njezinom slikanju bio je kraj.
Ipak, nekoliko mjeseci prije smrti doživjela je još jednu skupnu izložbu odnosno njezina su djela bila izložena zajedno s ostalim subotičkim likovnim umjetnicima.
Umrla je 1951. godine. Do smrti bila je jedina akademska slikarica u vojvođanskih Hrvata.
Njezin veliki slikarski opus proučava se i danas. Njime se bavi kustosica Likovnog odjela Gradskog muzeja u Subotici Olga Kovačev Ninkov.